# تنفس دهان‌به‌دهان
تنفس دهان‌به‌دهان، یکی از انواع تنفس مصنوعی و نوعی کمک یا تحریک تنفس است که در آن امدادگر دهان خود را به دهان قربانی می‌چسباند و هوا را به ریه‌های فرد می‌رساند. تنفس مصنوعی انواع مختلفی دارد، اما به‌طور کلی شامل تأمین هوا برای شخصی است که نفس نمی‌کشد یا به تنهایی تلاش تنفسی کافی انجام نمی‌دهد. تنفس دهان‌به‌دهان برای برقراری تنفس داخلی، برای بیمار دارای ضربان قلب و یا بخشی از احیای قلبی ریوی (CPR) برای بیمار بدون ضربان قلب انجام می‌شود.
تنفس مصنوعی (و از این رو تنفس خارجی) از طریق فشار دستی از بیرون به ریه‌ها یا با دمیدن نجات دهنده به داخل ریه‌های بیمار یا با استفاده از دستگاه مکانیکی برای این منظور حاصل می‌شود. اثبات شده‌است که روش دمیدن (دهان‌به‌دهان) نسبت به روش‌هایی که شامل دستکاری مکانیکی قفسه سینه یا کشیدن بازوهای بیمار است، (مثلاً مانند روش سیلوستر، روش نلسون و غیره) مؤثرتر است. این روش همچنین به عنوان احیای هوای منقضی شده (EAR)، تهویه هوای منقضی شده (EAV)، تنفس نجات دهنده یا بوسه زندگی معروف است. تنفس دهان‌به‌دهان در سال ۱۹۵۰ به عنوان راهکار نجات جان معرفی شد.
احیای دهان به دهان بخشی از اکثر پروتکل‌های انجام احیای قلبی ریوی (CPR) است و آن را به عنوان مهارتی اساسی برای کمک‌های اولیه معرفی می‌کند. در برخی شرایط، احیای دهان به دهان نیز به‌طور جداگانه انجام می‌شود، به عنوان مثال در غرق شدن و مصرف بیش از حد مواد افیونی که تظاهر ابتدایی آن صرفاً قطع شدن تنفس باشد. اما عملکرد احیای دهان به دهان به تنهایی اکنون در اکثر پروتکل‌های متخصصان پزشکی محدود شده‌است و توصیه می‌شود در هر موردی که بیمار ناهشیار است و به اندازه کافی نفس نمی‌کشد، CPR کامل انجام دهند.

## تاریخچه

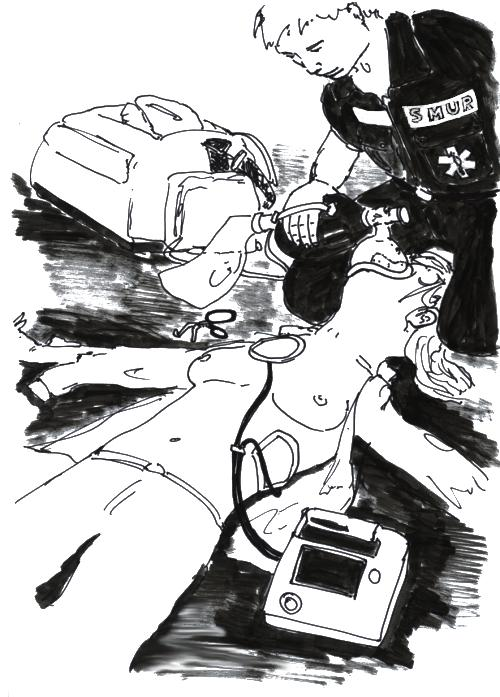
نمای معمول احیا در حال انجام با کیسه آمبو

در سال ۱۷۷۳، پزشک انگلیسی ویلیام هاوز (William Hawes) (زادهٔ ۱۷۳۶ – درگذشتهٔ ۱۸۰۸) شروع به تبلیغ قدرت تنفس مصنوعی برای احیای افراد غرق شده (ظاهراً مرده) کرد. وی به مدت یک سال به هر کسی که جسد فردی را (که به مدت زمان معقولی در آب غوطه ور شده بود) می‌یافت و احیا می‌کرد و فرد احیا شده را نزد او می‌آورد، از جیب خود پاداش پرداخت کرد. توماس کوگان (Thomas Cogan) پزشک انگلیسی دیگر، نیز در مدت اقامت در آمستردام و بر اثر آشنایی با جامعه‌ای که در سال ۱۷۶۷ برای حفظ حیات قربانیان حوادث آب تأسیس شد، به این موضوع علاقه‌مند شد و به هاوز پیوست. در تابستان سال ۱۷۷۴ هاوز و کوگان هر کدام پانزده نفر از دوستانشان را به جلسه ای در قهوه‌خانه فصل، قصر کلیسای سنت پل آوردند و در آنجا انجمن سلطنتی انسانی را به عنوان یک گروه مبارز برای کمک‌های اولیه و احیا تأسیس کردند.
به تدریج، شعبات انجمن سلطنتی انسانی در سایر نقاط کشور، عمدتاً در بنادر و شهرهای ساحلی که خطر غرق شدن در آنها زیاد بود، تأسیس شدند و در پایان قرن نوزدهم، جامعه دارای ۲۸۰ مرکز در سراسر انگلستان بود. قدیمی‌ترین این مراکز، در هاید پارک، در ساحل شمالی سرپنتاین بود که در سال ۱۷۹۴ در مکانی اعطا شده توسط جورج سوم ساخته شد. هاید پارک به این دلیل انتخاب شد که ده‌ها هزار نفر در تابستان در سرپنتاین شنا و در زمستان اسکیت روی یخ می‌کردند. قایق‌ها و قایقرانان برای کمک به شناگران نگهداری می‌شدند و در زمستان افراد مراقبت کننده را به مناطق مختلف اسکیت در لندن و اطراف آن می‌فرستادند. جامعه برای کسانی که افراد غرق شده را نجات داده یا سعی در نجات آنها داشتند، پاداش پول و مدال توزیع کرد. این گزارش همچنین «تمام موارد شجاعت استثنایی در نجات یا تلاش برای نجات افراد از خفگی در معادن، چاه‌ها، کوره‌های انفجار یا در فاضلاب‌هایی که گازهای منتشر شده ممکن است زندگی افراد را به خطر بیندازد» را مورد تحسین و پاداش قرار داد.